# Fang Weiyi
Pour les articles homonymes, voir Fang.
Dans ce nom, le nom de famille, Fang, précède le nom personnel.
Fang Weiyi (chinois 方維儀 ; pinyin Fāng Wéiyí), née Fang Zhongxian à Tongcheng en Anhui en 1585, morte en 1668, est une poétesse et peintre chinoise.

## Biographie
Mariée à dix-sept ans, Fang Weiyi voit son époux, malade, mourir peu de temps après son mariage. Elle donne naissance à une fille qui meurt rapidement. Jamais remariée, Fang Weiyi se consacre à l'éducation de son neveu Fang Yizhi (zh), futur philosophe. L'éducation soignée qu'elle reçut, tout comme sa sœur aînée Mengshi, explique que Fang Weiyi maîtrise à la fois la poésie et la peinture. La plus grande partie de son œuvre littéraire a disparu. Elle est notamment réputée pour ses peintures à sujets bouddhiques.
Sa sœur Fang Mengshi est aussi poétesse. Fang Weiyi a écrit une préface au recueil des poèmes de sa sœur.

## Œuvre littéraire
Fang Weiyi est l'auteur de deux anthologies de littérature féminine, le Gonggui shishi (Histoire de la poésie de palais et de boudoir) et le Gonggui wenshi (Histoire de la prose de palais et de boudoir), aujourd'hui perdues. Ses poèmes sont inclus dans une anthologie réalisée par une autre poétesse, le Yiren si (1636) de Shen Yixiu.

## Traduction
- (en) Kang-i Sun Chang (dir.) et Haun Saussy (dir.), Women Writers of Traditional China: An Anthology of Poetry and Criticism, Stanford University Press, 1999, p. 284-288 et p. 687-688.